# Honeywell International
Die Honeywell International Inc. ist ein US-amerikanischer Mischkonzern mit Sitz in Charlotte, North Carolina. Das Unternehmen ist einer der führenden Hersteller von Flugschreibern und Miteigentümer der einzigen Urankonversionsanlage in den USA.

## Geschichte

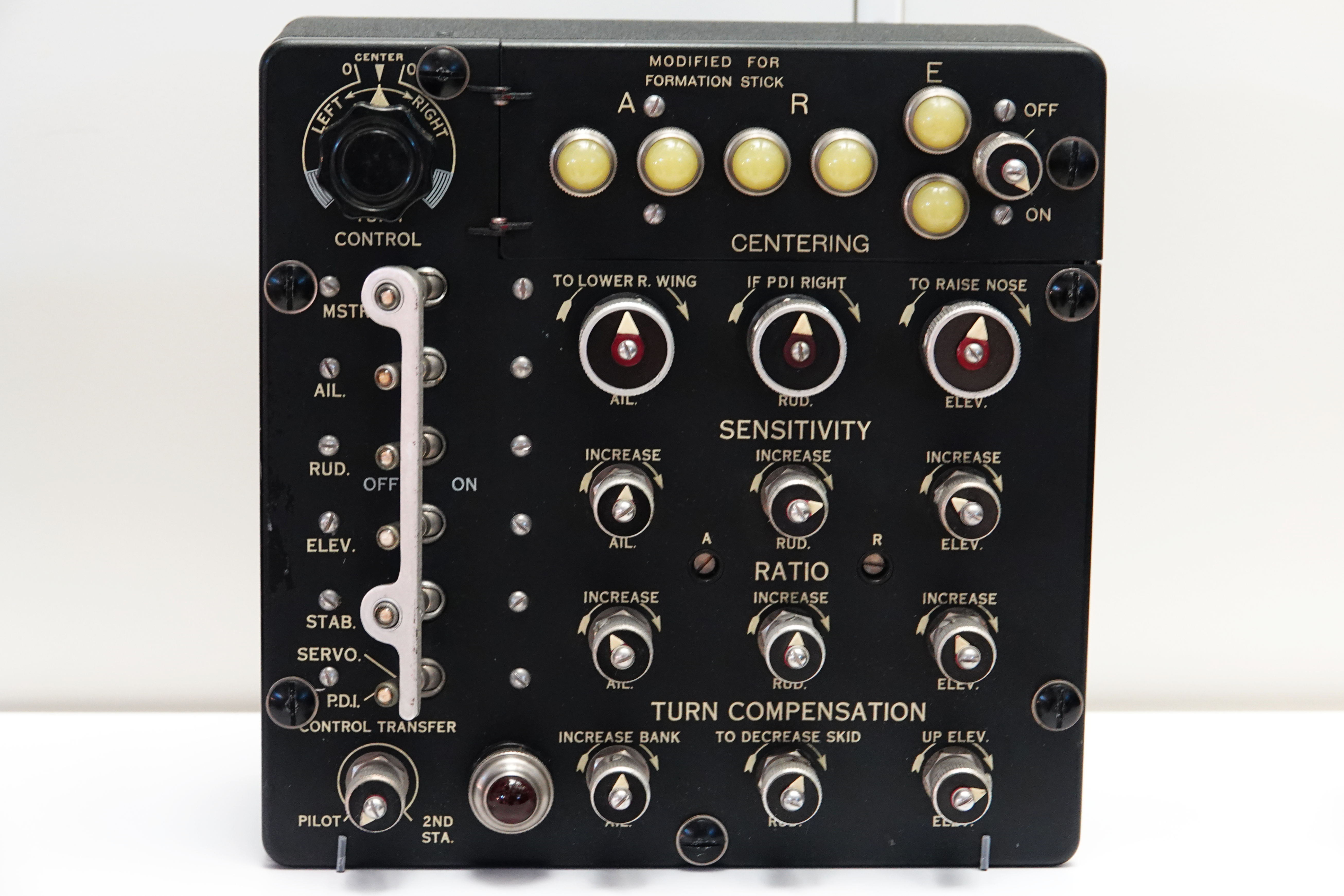
Honeywell C-1 Autopilot Control Panel

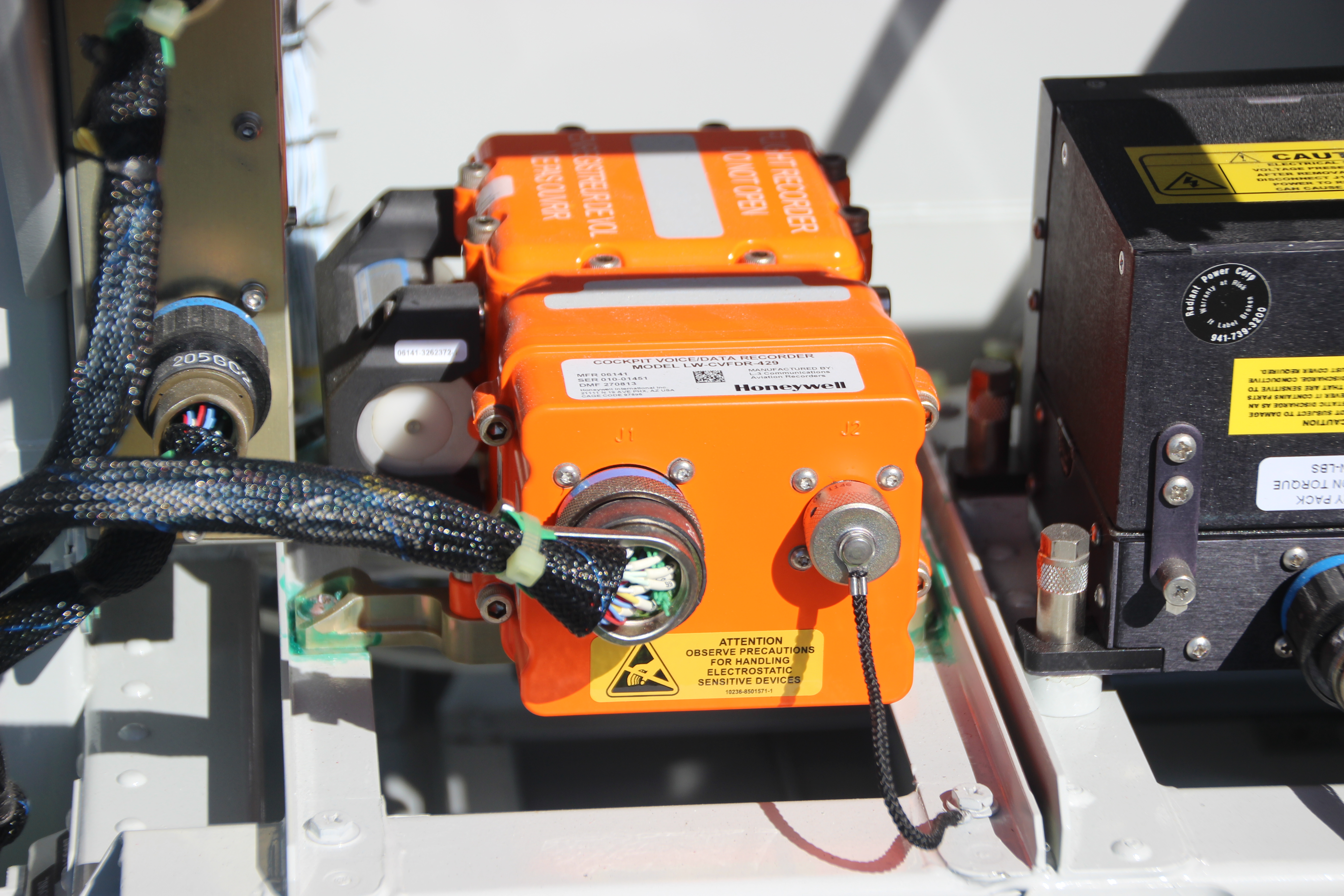
Honeywell-Flugschreiber

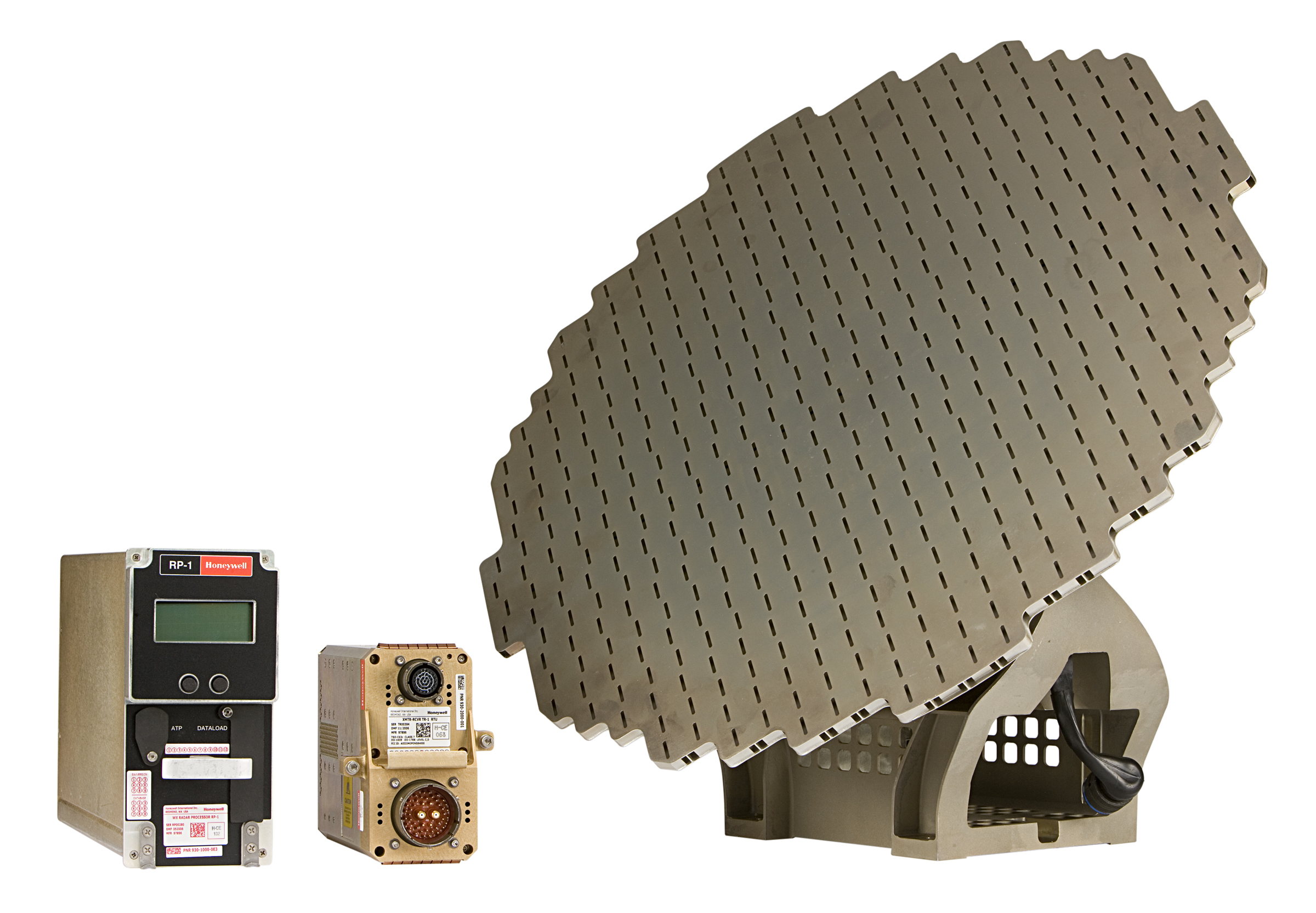
Honeywell IntuVue-Wetterradar

Honeywell wurde am 23. April 1885 von Albert Butz, Sohn Schweizer Einwanderer, als Butz Thermo-Electric Regulator Co. in Minneapolis gegründet. Es war das erste Unternehmen, das Produkte zur automatischen Regelung der Gebäude-Innentemperatur produzierte.
1912 baute das Unternehmen die erste Fabrik in Minneapolis und nannte sich fortan Minneapolis Heat Regulator Co. Im Jahre 1924 entwickelte Mark C. Honeywell, ein Pionier der Automatisierungstechnik, in seinem Unternehmen Honeywell Heating Specialties Co. den Uhrenthermostaten.
1927 verschmolzen William R. Sweatt, neuer Inhaber der Minneapolis Heat Regulator Co. und Mark C. Honeywell ihre beiden Unternehmen. Die neue Firma mit dem Namen Minneapolis-Honeywell Regulator Company wurde als Aktiengesellschaft gegründet und erzielte 1928 bereits einen Umsatz von 5,25 Millionen US-Dollar.
Im Jahr 1958 begann Honeywell in Metropolis (Illinois) mit der Produktion von Uranhexafluorid. Das Werk in Metropolis ist heute die einzige Anlage in den USA zur Urankonversion.
Ab 1963 begann das US-Verteidigungsministerium mit dem Aufbau des computergesteuerten Verteidigungssystems WIMEX, auch Worldwide Military Command and Control System (WWMCCS) genannt, dessen Netzwerk auf Rechnern von Honeywell basiert.
1970 kaufte Honeywell die Computersparte von General Electric. Diese Sparte wurde dann 1991 wiederum an Bull verkauft.
1984 kaufte Honeywell die Firma CENTRA-Bürkle GmbH & Co.
1989 lagerte Honeywell seine Waffenproduktion in den eigens dafür gegründeten Konzern Alliant Techsystems aus. Alliant ist heute der größte Produzent von Landminen und Munition.
Im Jahr 1999 wurde Honeywell von AlliedSignal aufgekauft, wobei das Unternehmen seit dieser Fusion unter dem bekannteren Namen Honeywell firmiert. Durch diese Fusion wurde Honeywell zu einem der größten Unternehmen weltweit. Ende 1999 erwarb Honeywell die Pittway Corp., wodurch Notifier, ein Hersteller von intelligenten Brandmeldern, ein Teil der Honeywell Life Safety Group wurde.
In den Jahren 2000–2002 wurde immer wieder von einer Fusion der beiden Riesenkonzerne Honeywell und General Electric gesprochen, welche schließlich von der EU-Kommission jedoch abgelehnt wurde, obwohl sie zuvor in den USA bereits akzeptiert worden war. Keine andere Fusion hat derart viel Aufsehen erregt wie diese. Durch die Fusion der beiden Konzerne wäre das größte Unternehmen weltweit entstanden.
Im Jahr 2005 kaufte Honeywell den britischen Mischkonzern Novar mit dessen Marken Esser, Ackermann und TREND für 2,4 Milliarden US-Dollar. Die deutschen Novar-Standorte Neuss und Albstadt sind im Honeywell-Konzern verblieben. Hier werden Produkte der Sicherheitstechnik entwickelt und produziert. Der Rest des Novar-Konzerns wurde weiterverkauft.
Anfang 2006 kaufte Honeywell den britischen Konzern First Technologies, zu dem u. a. die Firmen City Tech, BW, MST und EnviteC-Wismar gehören, die vorwiegend im medizintechnischen Bereich arbeiten.
Im Oktober 2010 hat Honeywell die in Lüdenscheid ansässige Paul Hochköpper GmbH & Co. KG (Peha), einen führenden Hersteller von Gebäudesystemtechnik und Elektroinstallationslösungen, zu 100 % übernommen. Die deutsche Firma wurde in den Geschäftsbereich „Automation und Kontrolllösungen“ eingegliedert. Besonders interessant für Honeywell war offenbar das Know-how der Peha im Bereich neuer Technologien und innovativer Lösungen zur Energieeinsparung. Die in Werne ansässige Schalter- und Steckdosenproduktion wurde in das Peha-Hauptwerk nach Lüdenscheid und in ein Werk in Asien verlagert. Das Werk in Werne wurde Ende Oktober 2011 geschlossen.
2015 übernahm Honeywell von Merck aufgrund von Kartellauflagen Sigma-Aldrichs europäisches Geschäft mit Lösungsmitteln und anorganischen Stoffen.
Zum Januar 2016 wurde die Übernahme der Elster Group abgeschlossen.
Ende 2018 wurde der Homes-Geschäftsbereich unter dem Namen Resideo abgespalten.
Ende 2018 wurde der Transportation-Geschäftsbereich abgespalten und firmiert unter dem Namen Garrett.
Im Februar 2025 kündigte Honeywell an, sich bis 2026 aufzuspalten in drei voneinander unabhängige börsennotierte Unternehmen, entsprechend den bisherigen Geschäftsbereichen Aerospace (Luft- und Raumfahrt), Performance Materials (Spezialchemikalien) und Automation (Automatisierungs- und Steuerungstechnik).

## Konzernstruktur/Geschäftsfelder
Honeywell ist ein klassischer Mischkonzern, bestehend aus drei Bereichen, die schließlich in verschiedene Sparten erneut unterteilt sind. Die drei Bereiche sind:
Aerospace (Luft- und Raumfahrt)
Ist einer der Hauptlieferanten der Flugzeugteile für Airbus und Boeing. Der Konzern stellt unter anderem auch Triebwerke für Businessjets her. Zudem bezieht auch die NASA meist Systeme von Honeywell Aerospace.
Performance Materials and Technologies (Spezialchemikalien) / PMT
Beschäftigt sich mit der Herstellung von Chemikalien und Spezialfolien (besonders für die Pharmazie). UOP baut petrochemische Anlagen.
Automation and Control Solutions (Automatisierungs- und Steuerungstechnik) / ACS
Entwicklung von Geräten der Haustechnik und Klimageräten. Die Honeywell Life Safety Group stellt Feuermelder her.

## Tochtergesellschaften
Honeywell hat weltweit 970 Werke. Bekannte Töchter sind beispielsweise:
- Honeywell Specialty Chemicals Seelze GmbH
- Transnorm System GmbH (Kaufabsicht Oktober 2018)[17]
- UOP LLC

## Kritik
1968 gründeten Antikriegs-Aktivisten in Minneapolis das Honeywell Project, um gegen Honeywells Produktion der im Vietnamkrieg eingesetzten Streumunition zu protestieren. Aufgrund der Demonstrationen und Informationsveranstaltungen sah sich Honeywell wenig später gezwungen, eine eigene Imagekampagne zu starten. Die 1970 abgehaltene Aktionärsversammlung von Honeywell musste aufgrund von ca. 3000 vom Honeywell Project organisierten Demonstranten innerhalb und außerhalb des Gebäudes bereits nach 14 Minuten abgebrochen werden. Ein Ausstieg aus dem Militärsektor konnte jedoch nicht erreicht werden.
Ab 1981 wurde Honeywell erneut zum Ziel von Protesten gegen die Produktion der bei der Bombardierung Beiruts durch die israelische Armee verwendeten Splitterbomben sowie die Produktion von LGM-118 Peacekeeper.
2009 wurde bekannt, dass Honeywell nahezu alle Rechner seiner Mitarbeiter mit der starken Überwachungssoftware EnCase Forensic von Guidance Software ausspioniert.
Seit der Übernahme durch Alliedsignal 1999 taucht Honeywell immer wieder in der Presse auf durch Abbau von Personal an diversen Standorten:
- Honeywell Maintal wurde bis Ende 2019 geschlossen.[23]
- Die Belegschaft von Honeywell Seelze bangt um Arbeitsplätze.[21][24][25]
- Honeywell plant Stellenabbau in Schönaich.[26][27][28]
- Honeywell schließt Werk in Hameln.[29]